# Gorgone metastigma
Gorgone metastigma là một loài bướm đêm trong họ Noctuidae.